# Halston (seriál)
Halston je americký dramatický televizní seriál pojednávající o životě módního návrháře Halstona. Příběh seriálu vychází z knihy Stevena Gainese Simply Halston z roku 1991. Hlavní roli návrháře ztvárnil Ewan McGregor. Pětidílná minisérie byla zveřejněna na Netflixu dne 14. května 2021.
Ewan McGregor za svůj herecký výkon získal Cenu Emmy v kategorii nejlepší herec v minisérii nebo televizním filmu.

## Obsazení

### Hlavní role
| Ewan McGregor    | Halston          |
| Rebecca Dayan    | Elsa Peretti     |
| David Pittu      | Joe Eula         |
| Krysta Rodriguez | Liza Minnelliová |
| Bill Pullman     | David J. Mahoney |

### Vedlejší role
| Maxim Swinton        | Roy Halston v dětství |
| Rory Culkin          | Joel Schumacher       |
| Mary Beth Peil       | Marta Graham          |
| Sullivan Jones       | Ed Austin             |
| Gianfranco Rodriguez | Victor Hugo           |
| Molly Jobe           | Sassy Johnson         |
| Sietzka Rose         | Karen Bjornson        |
| Deya Danielle Drake  | Hallie Mae            |
| Eric T. Miller       | James                 |
| Juri Henley-Cohn     | Nick Lewin            |
| Shannan Wilson       | Bobbi Mahoney         |
| Freja Zeuthen        | Chris Royer           |
| Diana Berry          | Betty Ford            |
| Kelly Bishop         | Eleanor Lambert       |
| Vera Farmiga         | Adele                 |
| James Riordan        | Henry Bisset          |
| Dilone               | Pat Cleveland         |
| James Waterston      | Mike                  |
| Jason Kravits        | Carl Epstein          |
| Barry Anderson       | Calvin Klein          |
| Elena McGhee         | Anne Klein            |
| Micah Peoples        | Stephen Burrows       |
| Juan Carlos Diaz     | Oscar de la Renta     |
| Jeremy Greenbaum     | Ralph Lifshitz        |
| Barry Anderson       | Calvin Klein          |

## Seznam dílů
| Č. v seriálu | Původní název              | Český název            | Režie          | Scénář                                 | Premiéra na Netflixu |
| ------------ | -------------------------- | ---------------------- | -------------- | -------------------------------------- | -------------------- |
| 1            | Becoming Halston           | A zrodil se Halston    | Daniel Minahan | Ian Brennan, Ryan Murphy a Sharr White | 14. května 2021      |
| 2            | Versailles                 | Versailles             | Daniel Minahan | Ian Brennan a Ted Malawer              | 14. května 2021      |
| 3            | The Sweet Smell of Success | Jak sladce voní úspěch | Daniel Minahan | Ryan Murphy a Ian Brennan              | 14. května 2021      |
| 4            | The Party's Over           | Večírek končí          | Daniel Minahan | Ryan Murphy, Ian Brennan a Sharr White | 14. května 2021      |
| 5            | Critics                    | Kritika                | Daniel Minahan | Ryan Murphy, Ian Brennan a Ted Malawer | 14. května 2021      |

## Produkce

### Vývoj
V lednu 2019 bylo oznámeno, že společnosti Legendary Television a Killer Films vyvíjí minisérii Simply Halston, založenou na životě návrháře Halstona. Bylo též zveřejněno, že příběh bude vycházet ze stejnojmenné knihy Stevena Gainese z roku 1991, v hlavní roli s Ewanem McGregorem, podle scénáře od Sharra Whita a seriál bude režírovat Daniel Minahan.
V září 2019 scenárista Ryan Murphy odhalil časopisu Time, že se stal výkonným producentem seriálu, který si objednala společnost Netflix. Seriál měl premiéru 14. května 2021.

### Casting
Dne 18. února 2020 Murphy prostřednictvím instagramového příspěvku, jenž byl později odstraněn, oznámil, že kromě McGregora se v seriálu objeví Krysta Rodriguez jako Liza Minnelliová, Rory Culkin jako Joel Schumacher, Rebecca Davan jako Elsa Peretti, Sullivan Jones jako Ed Austin, David Pittu jako Joe Eula, Gianfranco Rodriguez jako Victor Hugo a Maxim Swinton jako mladý Roy Halston.